# 샤먼 로드
샤먼 로드(Shaman Road)는 한국에서 제작된 최상진 감독의 2018년 다큐멘터리 영화이다. 박성미 등이 주연으로 출연하였다.

## 출연

### 주연
- 박성미
- 꼴레뜨 그랑종-로조뜨

### 조연
- 필립 로조뜨
- 마리 캐롤라인 반프랑켄
- 모드 다바단
- 디디에 에까누

## 제작진
- 프로듀서: 박미경
- 사운드믹싱: 김용남